# نانسي واين بولتون
نانسي واين بولتون (بالإنجليزية: Nancye Wynne Bolton)‏ (مواليد 2 ديسمبر 1916 - 9 نوفمبر 2001)، كانت لاعبة كرة مضرب أسترالية. فازت 6 مرات ببطولة أستراليا المفتوحة بمسابقة الفردي، و10 مرات بنفس البطولة بمسابقة زوجي السيدات، و4 مرات بمنافسات الزوجي المختلط. بمجموع 20 بطولة جراند سلام.

## روابط خارجية
- نانسي واين بولتون على موقع قاعة مشاهير كرة المضرب الدولية (الإنجليزية)
- نانسي واين بولتون على موقع اتحاد التنس الأسترالي (الإنجليزية)
- نانسي واين بولتون على موقع بطولة ويمبلدون (الإنجليزية)
- نانسي واين بولتون على موقع خلاصة التنس.كوم (الإنجليزية)